# Anosia gilippus
Anosia gilippus är en fjärilsart som beskrevs av Pieter Cramer 1775. Anosia gilippus ingår i släktet Anosia och familjen praktfjärilar. Inga underarter finns listade i Catalogue of Life.